# 1815 en arts plastiques
| Années des arts plastiques : 1812 - 1813 - 1814 - 1815 - 1816 - 1817 - 1818    |
| Décennies des arts plastiques : 1780 - 1790 - 1800 - 1810 - 1820 - 1830 - 1840 |

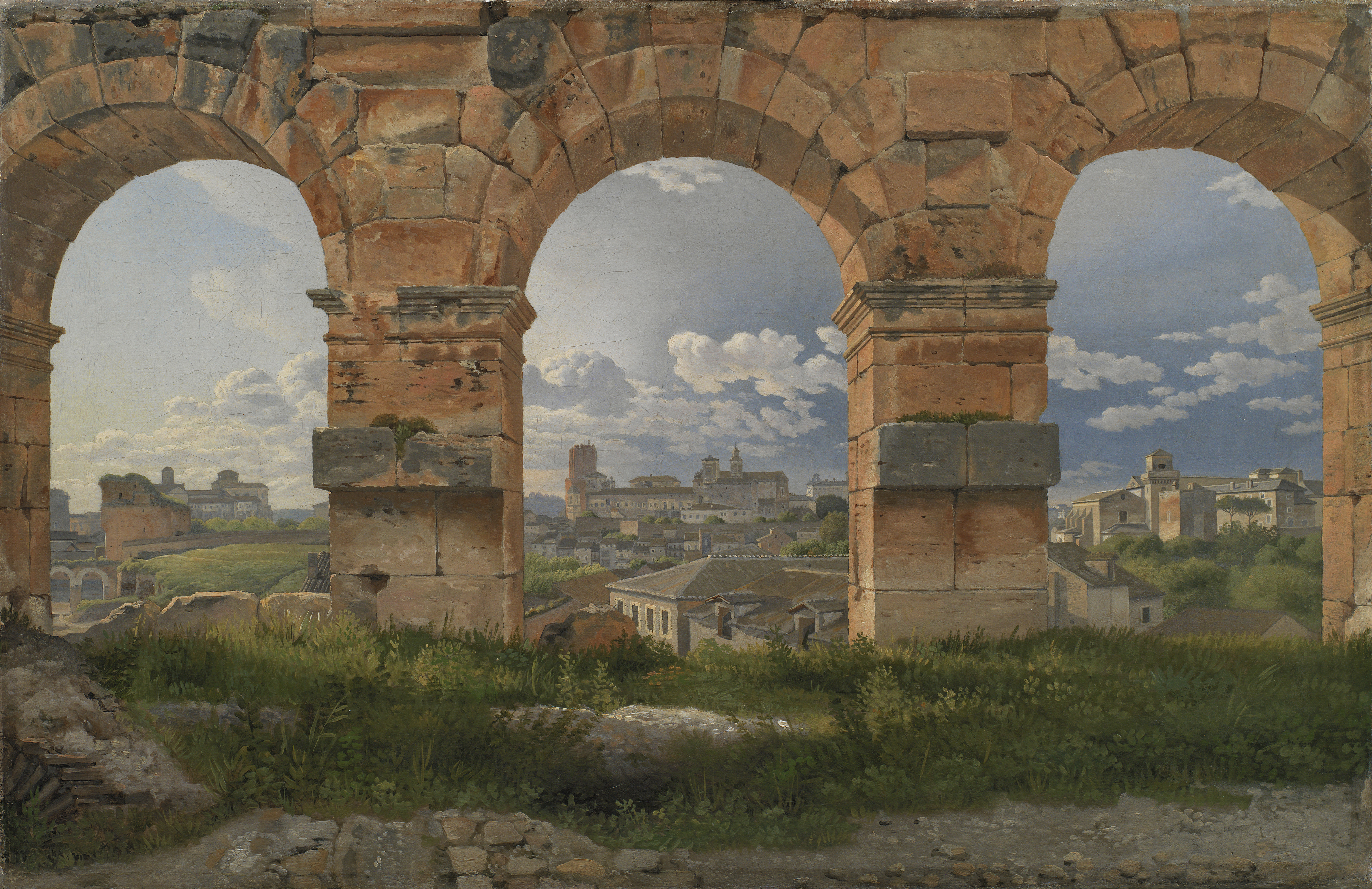
Vue à travers trois arches du Colisée à Rome, de Christoffer Wilhelm Eckersberg.

Cette page concerne l'année 1815 en arts plastiques.

## Événements
- 1er mai : Ouverture du Salon de Bruxelles de 1815, troisième édition d'une exposition d'œuvres d'artistes vivants.

## Œuvres
- Autoportrait, huile sur toile de Francisco de Goya
- La Junte des Philippines, huile sur toile de Francisco de Goya

- c. 1810-1815 : Les Désastres de la guerre, 82 gravures de Francisco de Goya

## Naissances
- 12 février : Federico de Madrazo, peintre espagnol († 11 juin 1894),
- 18 février: Henri Leys, peintre et graveur belge († 26 août 1869),
- 21 février : Jean-Louis-Ernest Meissonier, peintre français († 21 janvier 1891),

- 2 mars : Maurice de Vaines, peintre français († 14 août 1872),
- 6 mars : Jean Pezous, peintre français († 18 avril 1885),
- 7 mars : Léon Charles-Florent Moreaux, peintre français († 1er juin 1891),
- 15 mars : Dimitrije Avramović, peintre et écrivain serbe († 1er mars 1855),
- 26 mars : Eugène Quesnet, peintre français († 5 mai 1897),

- 3 avril : Henri Félix Emmanuel Philippoteaux, peintre d'histoire français († 8 novembre 1884),
- 28 avril : Karl von Blaas, peintre de genre et d'histoire autrichien († 19 mars 1894),

- 4 mai : Franz Adam, peintre et lithographe allemand († 30 septembre 1886),
- 20 mai : Barthélemy Menn, peintre suisse († 10 octobre 1893),
- 26 mai : Léopold Loustau, peintre français († 4 juin 1894),

- 15 juin : Alexandre Ségé, peintre de paysage et de genre français († octobre 1885),
- 27 juin : Eugène Petitville, peintre et dessinateur français († 1869),

- 4 juillet : Pavel Fedotov, peintre et dessinateur russe († 26 novembre 1852),
- 10 juillet : François-Frédéric Grobon, peintre et lithographe français († 14 novembre 1901),
- 15 juillet : Jean-Achille Benouville, peintre français († 8 février 1891),
- 21 juillet : Amable Gabriel de La Foulhouze, peintre et  journaliste français († 21 février 1887),
- 22 juillet : Robert Eberle, peintre allemand († 19 septembre 1860),

- 3 août : Jean-Marie Reignier, peintre français († 14 janvier 1886).
- 7 août : Alphonse Hippolyte Joseph Leveau, peintre français († 19 février 1871),
- 12 août : Dominique Papety, peintre français († 19 septembre 1849),
- 18 août : Auguste-Joseph Herlin, peintre français († 13 décembre 1900),

- 1er septembre : Wilhelm Steuerwaldt, peintre allemand († 7 décembre 1871),
- 29 septembre :
  - Andreas Achenbach, peintre allemand († 1er avril 1910),
  - Félix Thomas, architecte, peintre, graveur et sculpteur français († 5 avril 1875),

- 30 octobre : Alphonse Angelin, peintre français († 20 janvier 1907),

- 9 novembre : Charles Louis Gratia, peintre et pastelliste français († 11 août 1911),

- 6 décembre : Carlo Bossoli, peintre et lithographe suisse († 1er août 1884),
- 7 décembre : Mauro Conconi, peintre italien († 14 mai 1860),
- 8 décembre : Adolph von Menzel, peintre allemand († 9 février 1905),
- 10 décembre : Claudius Lavergne, peintre et critique d'art français († 31 décembre 1887),
- 21 décembre : Thomas Couture, peintre français († 30 mars 1879),
- 28 décembre : Charles Müller,  peintre français († 9 janvier 1892),

date inconnue
- Beniamino De Francesco, peintre paysagiste italien († 20 juillet 1869),
- Carlos Luis de Ribera y Fieve, peintre espagnol († 14 avril 1891),
- Philippe Rondé, peintre, dessinateur et illustrateur français († 26 août 1883),
- Luigi Zuccoli, peintre italien († janvier 1876).

## Décès
- 4 février : Jacob van Strij, peintre néerlandais (° 2 octobre 1756),
- 7 mars : Francesco Bartolozzi, graveur italien († 21 septembre 1727),
- 5 août : Nanine Vallain, peintre française (° 1767),
- 9 septembre : John Singleton Copley, peintre américain (° 9 juillet 1738),
- 17 septembre : Ferdinand-Marie Delvaux, peintre français d'origine flamande (° 13 juillet 1782),
- 8 octobre : Louis-Auguste Brun, peintre paysagiste, animalier et portraitiste suisse (° 3 octobre 1758).
- 9 novembre : Giuseppe Bossi, peintre italien (° 11 août 1777),

- Eustație Altini, peintre moldave (° vers 1772),
- Carlo Alberto Baratta, peintre italien (° 16 octobre 1754).